# Wanjiazhuang (sockenhuvudort i Kina, Hunan Sheng, lat 25,50, long 111,57)
Wanjiazhuang (kinesiska: 万家庄) är en sockenhuvudort i Kina. Den ligger i provinsen Hunan, i den södra delen av landet, omkring 330 kilometer sydväst om provinshuvudstaden Changsha. Antalet invånare är 13 125. Befolkningen består av 6 176 kvinnor och 6 949 män. Barn under 15 år utgör 23,0 %, vuxna 15-64 år 69 %, och äldre över 65 år 7,0 %.
Runt Wanjiazhuang är det tätbefolkat, med 257 invånare per kvadratkilometer. Närmaste större samhälle är Daojiang, 3,9 km norr om Wanjiazhuang. Trakten runt Wanjiazhuang består till största delen av jordbruksmark.
Genomsnittlig årsnederbörd är 2 044 millimeter. Den regnigaste månaden är maj, med i genomsnitt 302 mm nederbörd, och den torraste är oktober, med 49 mm nederbörd.